# Cymbidium acuminatum
Cymbidium acuminatum är en orkidéart som beskrevs av Mark Alwin Clements och David Lloyd Jones. Cymbidium acuminatum ingår i släktet Cymbidium, och familjen orkidéer. Inga underarter finns listade i Catalogue of Life.